# Stezka doby ledové
Stezka doby ledové, anglicky Ice Age Trail, je národní scénická dálková turistická trasa ve Spojených států amerických. Prochází celým státem Wisconsin na severovýchodě Spojených států . Vede z východu od Michiganského jezera na jih a následně na sever a na západ. Stezka se pohybuje po hraně ledového příkrovu, který zde byl při poslední době ledové před 15 tisíci lety. Vede kolem jezer, říčními údolími, přes vrchovinu, kopcovitou krajinou.
Stezka byla založena v roce 1980, má délku 1 930 kilometrů a spravuje ji americká Správa národních parků.